# سرچاه نفت

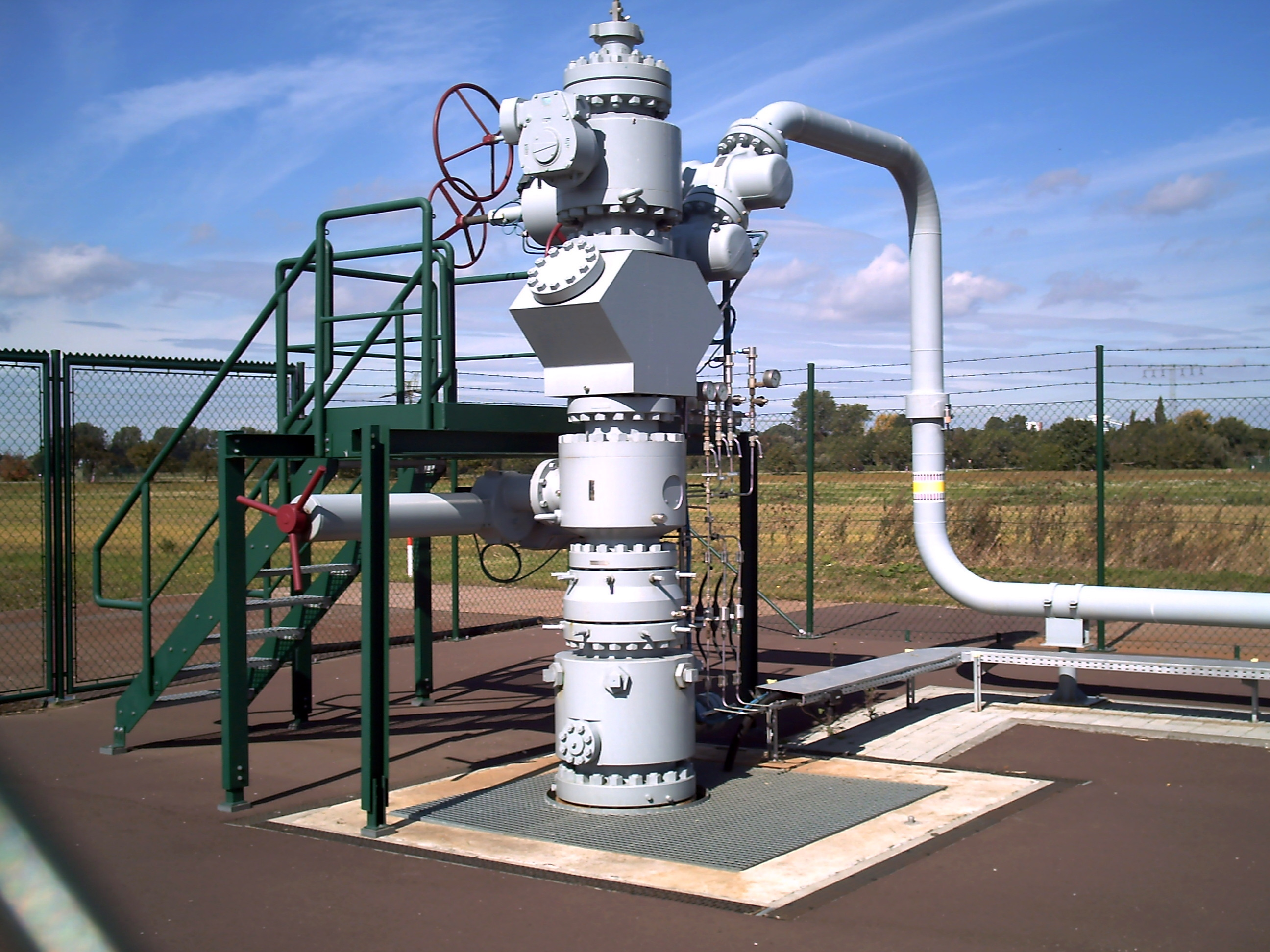
نمونه‌ای از سرچاه نفت

سرچاه نفت، (به انگلیسی: wellhead) قسمتی از چاه نفت یا گاز است، که امکاناتی برای نصب گیرنده‌های لوله‌های جداری، در فاز سخت چاه را فراهم می‌کند. ضمن اینکه در فاز تولید چاه نیز لوله جداری تولید، شیرهای سر چاهی و شیرهای کنترل سیال خروجی را بر آن نصب می‌کنند. تمام لوله‌های جداری با سایزهای مختلف باید در سر چاه نگهداری و مسدود شوند، به این تجهیزات اتصال سرچاهی گفته می‌شود.
این سیستم، فشار را کنترل کرده و دسترسی به حفره اصلی جداری، آستری یا فضای آنالوس را فراهم می‌کند. این دسترسی کنترل فشار به عمیلیات حفاری یا تکمیل چاه اجازه انجام عملیات ایمن با حداقل خطر محیط زیستی را فراهم می‌کند. در WellHead از موانع (شیرهای کنترلی) زیادی جهت کاهش ریسک خرابی تجهیزات، استفاده می‌شود.